# Dieter Bach
Dieter Bach (9 décembre 1963 à Cologne) est un acteur allemand remarqué en France dans la série Le Destin de Lisa.

## Filmographie
- 1990 : Tatort (série télévisée)
- 1996 : Alle zusammen - Jeder für sich (série télévisée) : Docteur Bruno Freytag
- 1997 : First Love - Die große Liebe (série télévisée) : Tom Braun
- 1997 : Tod eines Feuerwehrmannes
- 1997-1998 : Hinter Gittern - Der Frauenknast (série télévisée) : Matthias Goran
- 1998 : Deux morts sur ordonnance (téléfilm)
- 1998 : Helden und andere Feiglinge : Georg
- 1999 : Die Rote Meile (série télévisée) : Gabriel
- 1999 : Marienhof (série télévisée) : Kai Aigner
- 2000 : Zurück auf Los! : Rainer
- 2000 : Polizeiruf 110 (série télévisée)
- 2000 : Die Verwegene - Kämpfe um deinen Traum (téléfilm) : Horst
- 2001 : Balko (série télévisée) : Rieger
- 2002 : St. Angela (série télévisée) : Docteur Weiser
- 2003 : Anges de choc (série télévisée) : Patrick Ziegler
- 2003 : Rot und blau : Franz
- 2003-2004 : Dr. Sommerfeld - Neues vom Bülowbogen (série télévisée) : Simon Wagner
- 2004 : Küstenwache (série télévisée) : Martin Kölbel
- 2005 : Hallo Robbie! (série télévisée) : Bernd Auer
- 2006 : 18.15 Uhr ab Ostkreuz : commissaire Milchester
- 2006 : Les Particules élémentaires : Kates Lover
- 2006 : Lindenstraße (série télévisée) : Cliff de Vries
- 2006 : Le Destin de Lisa (série télévisée) : John Fuchs
- 2006-2007 : Le Destin de Bruno (série télévisée) : John Fuchs
- 2007 : Brigade du crime (série télévisée) : Alexander Vogt
- 2007 : Der Ruf der Berge - Schatten der Vergangenheit (téléfilm) : Andy
- 2008 : In aller Freundschaft (série télévisée) : Docteur Manfred Niedlich
- 2009 : SOKO Wismar (série télévisée) : Lutz Borchert
- 2009 : Das Mädchen und der kleine Junge : Paul Brecht
- 2009 : De tangoman (téléfilm) : l'homme
- 2010 : Charly la malice (série télévisée) : Wolf Thalbach
- 2010 : Inga Lindström (série télévisée) : Monas Chef